# Cepora wui
Cepora wui is een vlindersoort uit de familie van de Pieridae (witjes), onderfamilie Pierinae.
Cepora wui werd in 2001 beschreven door Chou, Zhang & Wang.